# Урочище Балка Глибока

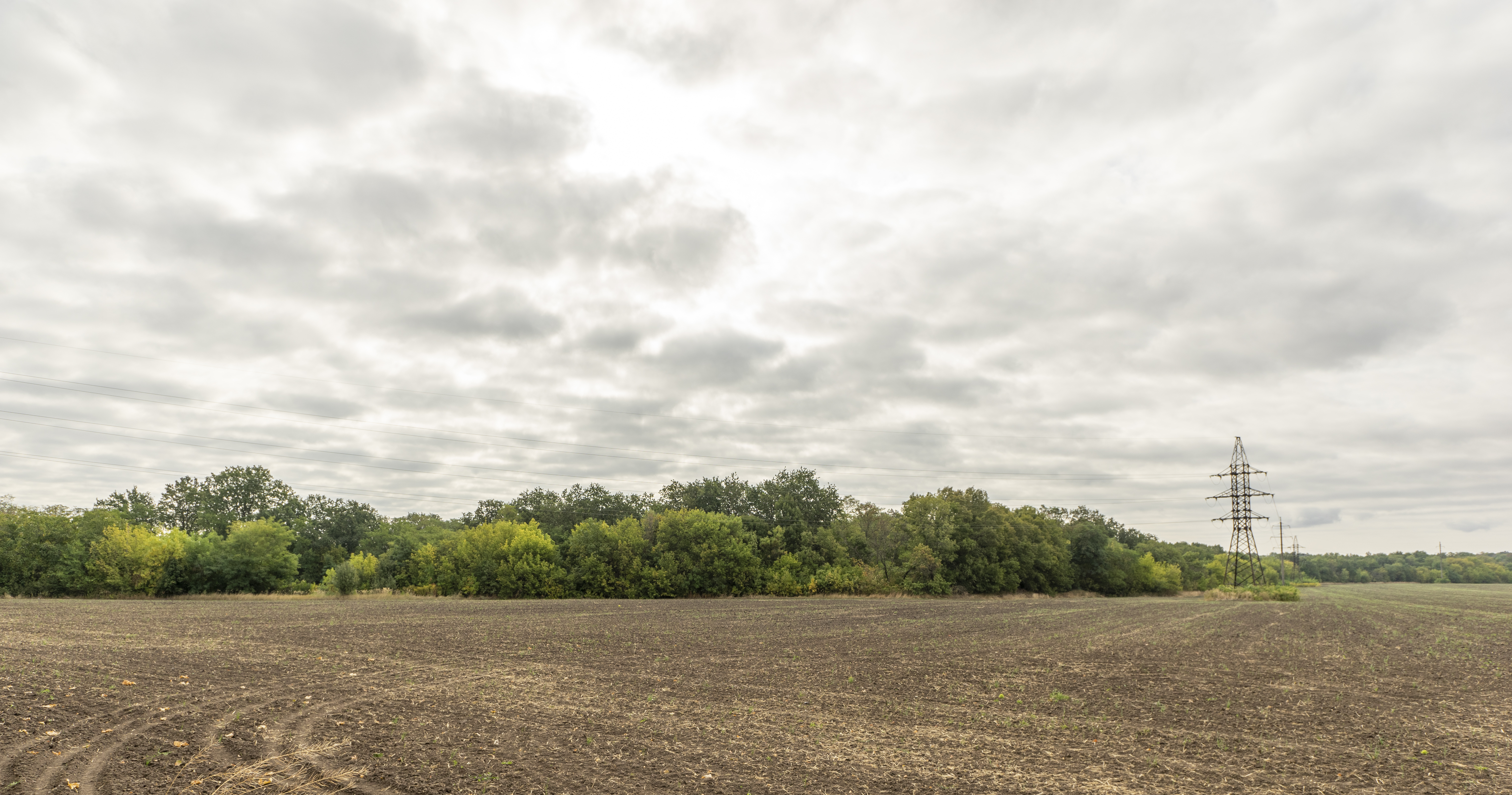

Урочище Балка Глибока — ботанічний заказник місцевого значення. Заказник розташований на території Верхньодніпровського лісництва кв. 10, 11 у Верхньодніпровському районі Дніпропетровської області.
Площа заказника — 150,0 га, створений у 1977 році.
Заказник із сходу оточує місто Верхньодніпровськ. Лісовий масив переважно штучного походження розташований на схилах балки Глибокої. В балці зустрічаються провалля, як зарослі лісом так і діючі, з крутовисними стінками із лесоподібних суглинків. Під деревами у тальвезі ростуть високі трави, в одному місці зосереджена реліктова популяція хвоща великого.